# ماريوس ميتو
ماريوس ميتو (بالرومانية: Marius Mitu)‏ هو لاعب كرة قدم روماني في مركز الوسط، ولد في 10 سبتمبر 1976 في بوخارست في رومانيا. لعب مع رويال أندرلخت وريسنغ وايت ديرنغ مولنبيك وستيوا بوخارست وليرس وميتالورغ دونيتسك ونادي زانثي ونادي فارول كونستانتسا ونادي لوفيرواز ويو تي أي أراد ويونيفرسيتاتيا كرايوفا.

## وصلات خارجية
- ماريوس ميتو على موقع اتحاد أوكرانيا (الإنجليزية)
- ماريوس ميتو على موقع قاعدة بيانات كرة القدم.إي يو (الإنجليزية)
- ماريوس ميتو على موقع Soccerway.com (الإنجليزية)